# Psicomaquia

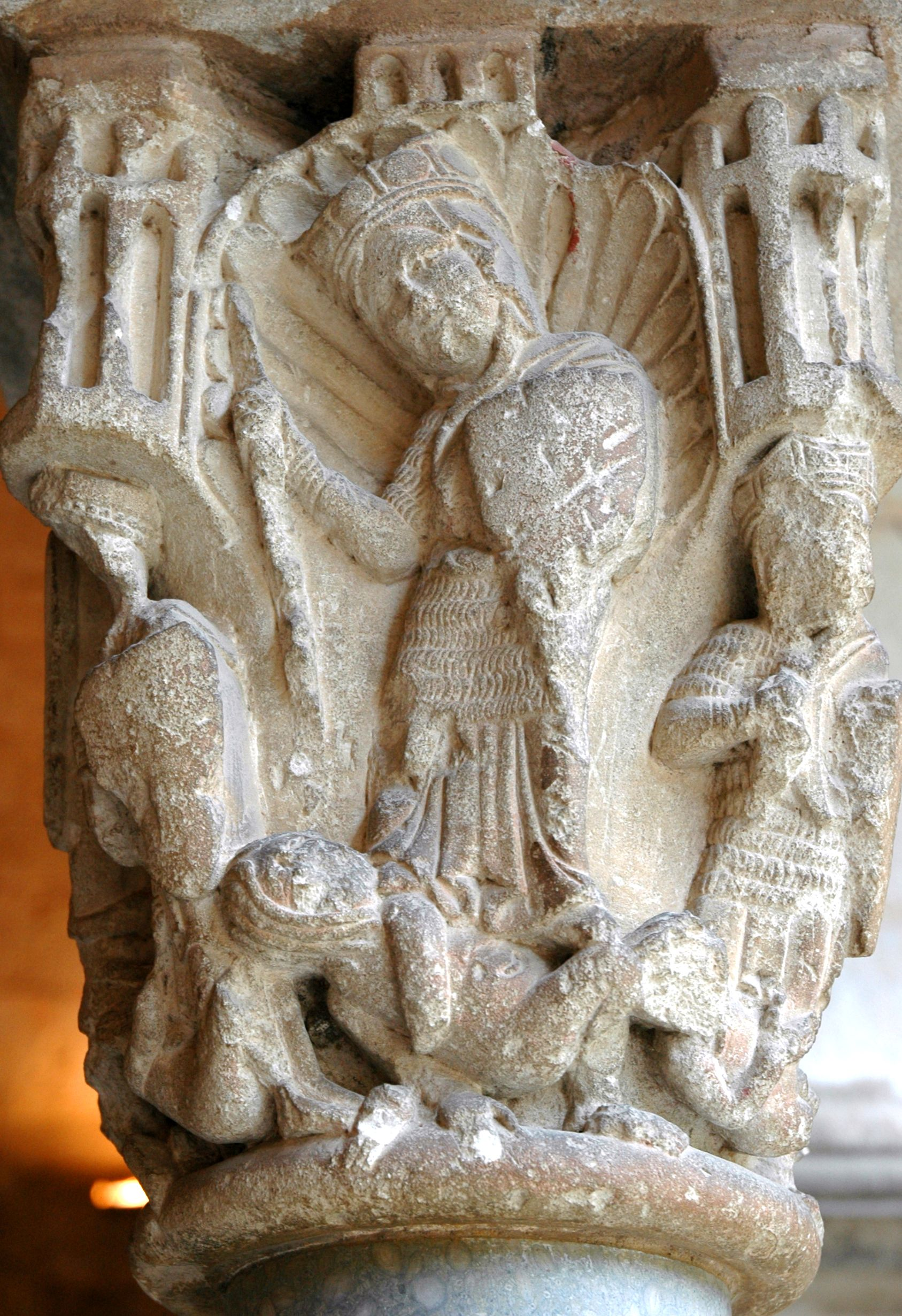
Psicomaquia en un capitel románico del Monasterio de Sant Cugat

La psicomaquia (del griego ψυχή "mente" y μάχη "batalla") es una representación alegórica común en la Edad Media, en la que virtudes humanas abstractas, representadas por personas, entablan una lucha contra los vicios, también personificados. Así, por ejemplo, la Castidad es atacada por la Lujuria, a la cual derrota con una espada; o la Ira ataca a la Paciencia pero, al ser incapaz de derrorarla, acaba destruyéndose a sí misma, etc.
Son ejemplos de psicomaquias muchos de los autos sacramentales de Calderón de la Barca y poemas épicos cultos o epopeyas en que se enfrentan personajes que encarnan conceptos abstractos, sentimientos o pasiones, como la Psychomachia o "Batalla del alma" del poeta del siglo V hispanorromano Aurelio Prudencio, que dio nombre a este tipo de ficciones; el medieval Roman de la rose, de Jean de Meung y Guillaume de Lorris o El progreso del peregrino, de John Bunyan (1678).
Al narrar los orígenes de la locura, Michel Foucault observa que en el sigo XIII la psicomaquia contenía doce dualidades que se repartían la soberanía del alma, entre el vicio y la virtud, ocupando la locura un lugar en la jerarquía de los vicios y en oposición a la prudencia. Las doce dualidades eran las siguientes: Fe e Idolatría, Esperanza y Desesperación, Caridad y Avaricia, Castidad y Lujuria, Prudencia y Locura, Paciencia y Cólera, Dulzura y Dureza, Concordia y Discordia, Obediencia y Rebelión, Perseverancia e Inconsistencia.